# Symfonie nr. 3 (Atterberg)
Kurt Atterberg voltooide zijn Symfonie nr. 3 Västkustbilder in 1918.
Het werk begon als een tweedelige symfonische suite en werd als zodanig ook uitgevoerd op 7 februari 1918 in Göteborg. Daarna besloot Atterberg pas er een “volledige” symfonie van te maken door er een (het) derde deel aan vast te plakken. De symfonie is geïnspireerd op het Skagerrak en geschreven in Stockevik op het eiland Skaftöland aan de westkust van Zweden. Het is onbekend of de bijtitel direct aan het werk werd gegeven, want pas later schreef de componist er een toelichting bij en in 1918 kwam er een technische uitleg, omdat het werk geen “echte” symfonische opbouw kreeg.
De eerste keer dat het totale werk werd uitgevoerd was 28 november 1916 door de Hovkapellet onder leiding van Armas Järnefelt in Stockholm (aan de oostkust). Echt populair is de symfonie nooit geworden, ze behoort tot het vergeten repertoire van de componist.
Deel 1 Soldis (vertaling Heiige zon) laat een kalme en gladde zee horen en doet in de verte denken aan La Mer van Claude Debussy, een Franse impressionistische componist. Deel 2 Storm is wilder en is geschreven in vrije sonatevorm. Er is een eerste thema, een tweede thema, een ontwikkeling van beide, wederom het tweede thema, wederom het eerste thema en vervolgens een coda als afsluiting. Deel 3 Sommernat (Zomernacht) is romantisch van aard en geschreven in een geheel vrije vorm.
Atterberg schreef het voor
- 1 piccolo, 2 dwarsfluiten (II ook eventueel altfluit), 3 hobo’s (III ook  althobo),  2 klarinetten, 1 basklarinet, 2 fagotten, 1 contrafagot
- 4 hoorns, 3 trompetten, 3 trombones, 1 tuba
- pauken,  1 man/vrouw percussie, 1 harpen, 1 piano of celesta
- violen, altviolen, celli, contrabassen

## Discografie
- Uitgave Caprice Records: Koninklijk Filharmonisch Orkest van Stockholm o.l.v. Sixten Ehrling opgenomen in 1982
- Uitgave cpo: Radiophilharmonisch orkest van Hannover o.l.v. Ari Rasilainen